# Noruega en los Juegos Paralímpicos de Londres 2012
Noruega estuvo representada en los Juegos Paralímpicos de Londres 2012 por un total de 22 deportistas, 13 hombres y nueve mujeres.

## Medallistas
El equipo paralímpico noruego obtuvo las siguientes medallas:
| Nombre                                                     | Deporte       | Evento                       |
| ---------------------------------------------------------- | ------------- | ---------------------------- |
| Oro                                                        |               |                              |
| Sarah Louise Rung                                          | Natación      | 50 m mariposa S5 femenino    |
| Sarah Louise Rung                                          | Natación      | 200 m libre S5 femenino      |
| Tommy Urhaug                                               | Tenis de mesa | Individual 5 masculino       |
| Plata                                                      |               |                              |
| Sarah Louise Rung                                          | Natación      | 100 m braza SB4 femenino     |
| Sarah Louise Rung                                          | Natación      | 200 m estilos SM5 femenino   |
| Bronce                                                     |               |                              |
| Runar Steinstad                                            | Atletismo     | Jabalina F42 masculino       |
| Roger Aandalen                                             | Bochas        | Individual BC1 mixto         |
| Per Eugen Kristiansen Marie Solberg Aleksander Wang-Hansen | Vela          | Sonar de tres personas mixto |